# Heterachthes designatus
Heterachthes designatus là một loài bọ cánh cứng trong họ Cerambycidae.